# Nikolaj Piljoegin

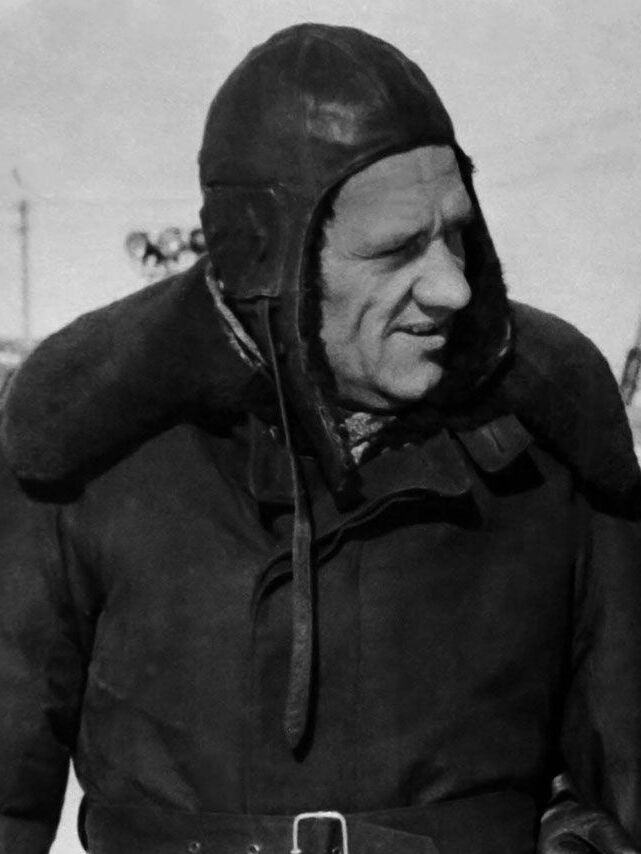
1947

Nikolaj Aleksejevitsj Piljoegin (Russisch: Николай Алексеевич Пилюгин) (Krasnoje Selo, 18 mei [O.S. 5 mei] 1908 - Moskou, 2 augustus 1982) was een Russische aeronautisch ingenieur.
Piljoegin was ontwerper van controlesystemen voor boosters en luchtvaartvoertuigen en raketten. Hij was lid van de Russische Academie van Wetenschappen en was betrokken bij het ontwerp van de eerste ICBM, de R-7 Semjorka en de ruimteveer van de Sovjet-Unie; de Boeran.